# CENPU
CENPU (англ. Centromere protein U) – білок, який кодується однойменним геном, розташованим у людей на короткому плечі 4-ї хромосоми.  Довжина поліпептидного ланцюга білка становить 418 амінокислот, а молекулярна маса — 47 522.
| 10         |  | 20         |  | 30         |  | 40         |  | 50         |
| ---------- |  | ---------- |  | ---------- |  | ---------- |  | ---------- |
| MAPRGRRRPR |  | PHRSEGARRS |  | KNTLERTHSM |  | KDKAGQKCKP |  | IDVFDFPDNS |
| DVSSIGRLGE |  | NEKDEETYET |  | FDPPLHSTAI |  | YADEEEFSKH |  | CGLSLSSTPP |
| GKEAKRSSDT |  | SGNEASEIES |  | VKISAKKPGR |  | KLRPISDDSE |  | SIEESDTRRK |
| VKSAEKISTQ |  | RHEVIRTTAS |  | SELSEKPAES |  | VTSKKTGPLS |  | AQPSVEKENL |
| AIESQSKTQK |  | KGKISHDKRK |  | KSRSKAIGSD |  | TSDIVHIWCP |  | EGMKTSDIKE |
| LNIVLPEFEK |  | THLEHQQRIE |  | SKVCKAAIAT |  | FYVNVKEQFI |  | KMLKESQMLT |
| NLKRKNAKMI |  | SDIEKKRQRM |  | IEVQDELLRL |  | EPQLKQLQTK |  | YDELKERKSS |
| LRNAAYFLSN |  | LKQLYQDYSD |  | VQAQEPNVKE |  | TYDSSSLPAL |  | LFKARTLLGA |
| ESHLRNINHQ |  | LEKLLDQG   |  |            |  |            |  |            |

A: Аланін

C: Цистеїн

D: Аспарагінова кислота

E: Глутамінова кислота

F: Фенілаланін

G: Гліцин

H: Гістидин

I: Ізолейцин

K: Лізин

L: Лейцин

M: Метіонін

N: Аспарагін

P: Пролін

Q: Глутамін

R: Аргінін

S: Серин

T: Треонін

V: Валін

W: Триптофан

Кодований геном білок за функціями належить до репресорів, фосфопротеїнів. 
Задіяний у таких біологічних процесах як взаємодія хазяїн-вірус, транскрипція, регуляція транскрипції, поліморфізм, альтернативний сплайсинг. 
Локалізований у цитоплазмі, ядрі, хромосомах, центромерах, кінетохорі.